# Заявка России на проведение чемпионатов мира по футболу 2018 и 2022

Логотип заявки

Заявка России на чемпионаты мира по футболу 2018 и 2022 годов начала формироваться в начале 2009 года. К 5 мая 2010 года была отправлена заявочная книга в ФИФА. По заявлению премьер-министра Владимира Путина, выигрыш гонки за первенство планеты даст толчок к развитию городов России, которые представлены в заявке. Виталий Мутко, министр туризма, спорта и молодёжной политики, заявил, что России в случае успеха придётся потратить 10 миллиардов долларов на строительство стадионов и инфраструктуры.

## Делегация РФС
В официальной делегации, представлявшей заявку перед исполкомом, присутствовали Игорь Шувалов (1-й вице-премьер), Виталий Мутко (министр спорта, туризма и молодёжной политики), Алексей Сорокин (директор РФС), Андрей Аршавин (капитан сборной), Елена Исинбаева (олимпийская чемпионка по лёгкой атлетике), кроме того, в качестве членов делегации в Швейцарию прибыли Вячеслав Колосков (футбольный функционер), Никита Симонян (вице-президент РФС), Сергей Фурсенко (глава РФС), Алексей Смертин (экс-капитан сборной), Ринат Дасаев (вратарь сборной СССР), Роман Абрамович (бизнесмен), Анна Нетребко (оперная певица), Валерий Гергиев (дирижёр), Наталья Водянова (модель), президент Татарстана, глава республики Мордовия, губернатор Нижегородской области.
Представляя в ФИФА заявку на проведение чемпионата мира по футболу в 2018 году, первый вице-премьер Правительства РФ Игорь Шувалов заявил: «Выбирая Россию, вы не рискуете ничем. Политически Россия — очень стабильная страна, в финансовом отношении у нас имеются большие ресурсы и резервы, чтобы выполнить любые обязательства».

## Итоги голосования
| Страна              | Первый тур | Второй тур     |
| ------------------- | ---------- | -------------- |
| Россия              | 9          | 13             |
| Испания/ Португалия | 7          | 7              |
| Нидерланды/ Бельгия | 4          | 2              |
| Англия              | 2          | не участвовала |

Россия выиграла во втором туре голосования, набрав более половины голосов, и получила право на проведение чемпионата мира по футболу.

## Города
В список городов вошли 13 населённых пунктов, разделённые на 4 кластера и Екатеринбург. Один из стадионов планировалось построить в пригороде Москвы (рассматривался г. Подольск).

### Центральный кластер
- Москва
- Московская область[4]

### Северный кластер
- Калининград[5]
- Санкт-Петербург[5]

### Волжский кластер
- Волгоград[5]
- Казань[5]
- Нижний Новгород[5]
- Самара[5]
- Саранск[5]
- Ярославль[5]

### Южный кластер
- Краснодар
- Ростов-на-Дону[5]
- Сочи[5]

### Екатеринбург
- Екатеринбург[5]

По состоянию на декабрь 2010 года близилась к завершению реконструкция Центрального стадиона в Екатеринбурге, после которой он смог бы вмещать до 27 000 зрителей с возможностью последующего увеличения за счёт сборно-разборных конструкций. БСА «Лужники» в Москве была реновирована к проведению финала Лиги Чемпионов УЕФА 2008 года, но подлежала реконструкции, которая началась в 2013 году, после финала чемпионата мира IAAF 2013 года, также на разных этапах находились работы по строительству стадионов в Санкт-Петербурге, в Казани и Сочи. Все стадионы должны были быть сданы в 2017 году. Поскольку согласно рекомендациям ФИФА оптимальное количество стадионов — 12, право провести матчи турнира смогли получить не все заявленные арены. Стадион, который планировалось возвести в Московской области неподалёку от МКАД, в случае исключения из окончательного списка предлагали использовать в тренировочных целях, так как рядом с ним планировалось разместить дополнительные поля

### Проекты стадионов
| Калининград         | Санкт-Петербург     | Москва              | Московская область  |
| ------------------- | ------------------- | ------------------- | ------------------- |
| новый стадион       | новый стадион       | Лужники             | Новый стадион       |
| Вместимость: 45 015 | Вместимость: 69 501 | Вместимость: 89 318 | Вместимость: 44 257 |
|                     |                     |                     |                     |
|                     |                     |                     |                     |
| Москва              | Москва              | Казань              | Нижний Новгород     |
| Открытие Арена      | Динамо              | Казань-Арена        | новый стадион       |
| Вместимость: 46 990 | Вместимость: 44 920 | Вместимость: 45 105 | Вместимость: 44 899 |
|                     |                     |                     |                     |
|                     |                     |                     |                     |
| Ярославль           | Самара              | Волгоград           | Саранск             |
| Шинник              | новый стадион       | Победа              | Юбилейный           |
| Вместимость: 44 042 | Вместимость: 44 198 | Вместимость: 45 015 | Вместимость: 45 015 |
|                     |                     |                     |                     |
|                     |                     |                     |                     |
| Краснодар           | Ростов-на-Дону      | Сочи                | Екатеринбург        |
| новый стадион       | Левбердон           | Фишт                | Центральный         |
| Вместимость: 50 015 | Вместимость: 43 702 | Вместимость: 47 659 | Вместимость: 44 130 |
|                     |                     |                     |                     |